# Финкельберг, Маргалит
Маргалит Финкельберг (ивр. מרגלית פינקלברג‎; род. 1947, Минск; имя при рождении — Маргарита Георгиевна Карпюк) — советский, затем израильский историк и лингвист, гомеровед. Профессор Тель-Авивского университета, академик и (с 2021) вице-президент Израильской академии наук. 

## Биография
Сестра историка Сергея Карпюка.
Окончила МГУ (классическое отделение) в 1969 году, позднее — там же в аспирантуре до 1972 года. Участвовала в изготовлении «Хроники текущих событий». В 1975 году эмигрировала с мужем в Израиль.
Специалист по истории, письменности и литературе Древней Греции, позднее расширила круг своих исследований, включив туда археологию Средиземноморья эпохи позднего бронзового и раннего железного века, а также догреческий субстрат. В статье 2001 года Финкельберг утверждает, что существует «высокая степень соответствия между фонологической и морфологической системой минойского и ликийского языков», и предполагает, что «язык линейного письма А является либо прямым предком ликийского, либо тесно связанным с ним». 
Ещё в советский период занялась изучением древнегреческой литературы, в том числе Гомера, в контексте исторических реалий того времени. Защитила докторскую диссертацию в Израиле.  В начале 2000-х годов сотрудничала с Ги Струмзой в Институте перспективных исследований Еврейского университета в Иерусалиме, что в 2003 году вылилось в книгу «Гомер, Библия и не только: литературные и религиозные каноны в Древнем мире». На русском языке опубликован её перевод «Иудейской войны» Иосифа Флавия. 

## Книги
- The Homer Encyclopedia (ed). 3 vols. Wiley-Blackwell 2011
- (ed., with G. G. Stroumsa) Homer, the Bible, and Beyond: Literary and Religious Canons in the Ancient World 2003
- Greeks and Pre-Greeks. Aegean Prehistory and Greek Heroic Tradition 2005
- The Birth of Literary Fiction in Ancient Greece 1998
- The Gatekeeper. Narrative Voice in Plato's Dialogues. 2019
- Homer and Early Greek Epic. Collected Essays. 2020